# Tiché víno
Tiché víno je takové víno, které nešumí (nejde o šumivé či perlivé víno) a je klidné. Někdy se může jednat i o označení odrůdy a ročníku a někdy se takto označují vína s nulovou spotřební daní. Všechna označení se vztahují na jednu a tutéž věc – obyčejné víno.
Českým vinařským zákonem je zakázáno vyrábět víno s označením odrůdy v tom případě, že se jedná o hrozny s původem z jakékoliv vinařské oblasti v ČR a odrůdu, jež je na seznamu Státní odrůdové knihy. Obyčejné odrůdové (dříve stolní) víno tak v ČR může být pouze z dovozu. Tato lehčí, méně extraktivní vína jsou vhodná k běžnému stolování.
Na tato vína je v ČR stanovena nulová spotřební daň. Toto víno je možné uplatnit v odečtu z daňového základu, pokud firma nebo fyzická osoba toto víno označí logem firmy a cenová hladina nepřesáhne 500 Kč. Obdobné je to i s úlevou na DPH, kdy z darovaného vína označeného logem v cenovém rozpětí do 500 korun není povinnost odvádět DPH.